# آرثر غال
آرثر غال (بالإنجليزية: Arthur Gall)‏ هو لاعب كرة قدم أسترالية أسترالي، ولد في 29 سبتمبر 1885 في بنديجو في أستراليا، وتوفي في 19 سبتمبر 1953 في كيو ‏ في أستراليا.

## وصلات خارجية
- آرثر غال على موقع AustralianFootball.com (الإنجليزية)
- آرثر غال على موقع AFLtables.com (الإنجليزية)